# Oficina del Historiador de La Habana
La Oficina del Historiador de La Habana fue creada en 1938 por el  Dr. Emilio Roig de Leuchsenring(1985-act.), para la protección de La Habana Vieja.
La restauración de la zona histórica se mantuvo y aumentó con  el Dr. Eusebio Leal Spengler, quien en 1967 se erige en Historiador de la Ciudad de La Habana y actualmente es la máxima autoridad para la restauración integral del Centro Histórico, el cual fue declarado Patrimonio de la humanidad por la Unesco en 1982. La oficina es propietaria de la cadena hotelera Habaguanex S.A.

## Plan Maestro
Este plan se encamina a la restauración y desarrollo integral y sostenible del centro histórico de La Habana. Tiene cinco pilares fundamentales:
- Salvaguardar la identidad nacional a partir de la investigación, promoción y desarrollo de la cultura.
- Proteger el patrimonio heredado, rehabilitando el territorio mediante un Plan Especial de Desarrollo Integral continuo y con fuerza legal. Este Plan se concibe como una carta de navegación, una sumatoria de gestión participativa e instrumentos de planificación que hagan eficiente la conducción del proceso en su integralidad.
- Evitar el desplazamiento de la población local, protegiéndola del impacto de la terciarización y estableciendo adecuadas densidades y calidad de vida.
- Dotar al territorio de una infraestructura técnica y de servicios básicos que aseguren su funcionamiento en correspondencia con las necesidades contemporáneas.
- Lograr un desarrollo integral autofinanciado que haga recuperable y productiva la inversión en el patrimonio.